# クレメンス7世 (対立教皇)
クレメンス7世（Clemens VII, 1342年 - 1394年9月16日）は、ウルバヌス6世の即位無効を主張するフランスの枢機卿らによってローマ教皇として選出された対立教皇である。クレメンス7世の即位により、正統性を主張する2人（後に3人）の教皇が同時に並び立つ教会大分裂の時代（1378年 - 1417年）が始まった。彼はフランスのアヴィニョンを本拠とした最初の「アヴィニョン対立教皇」である。本名はロベール・ド・ジュネーヴ（Robert de Genève）。

## 生涯

### 聖職者となる
1342年、アヌシーで生まれ、ロベールと名づけられた。父はジュネーヴ伯アメデウ3世（1311年頃 - 1367年）、母はオーヴェルニュ伯兼ブローニュ伯ロベール7世（1282年頃 - 1325年）の娘マオ（Mahaut, 生没年不詳）。兄が4人、姉妹が7人いる。母方の従姉であるオーヴェルニュ女伯兼ブローニュ女伯ジャンヌが、1349年にフランス王ジャン2世の後妻になったため、フランス王家と親しい間柄となった。
聖職者の道に進んだロベールは、パリの司教区参事会員となった後、1359年に当時アヴィニョンにあった教皇庁の書記官になる。その後、1361年にテルアンヌ司教、1368年にカンブレー大司教に昇格し、1371年5月30日にはグレゴリウス11世によって枢機卿に任命された。

### 枢機卿時代
1376年から1378年までロベールは教皇特使として、フランス人が主導権を握る教皇庁に反感を抱く教皇領の諸都市（コムーネ）の叛逆を予防・鎮圧するために、イタリア北中部へ赴任した。1377年、反乱を起こしたチェゼーナを鎮圧するためにロベールは自ら軍隊を指揮した。その際、傭兵隊長ジョン・ホークウッドが率いる部隊によって、約4000人の一般市民が虐殺される事件が起こった。真相は未だ解明されていないが、ロベールがこの大虐殺を指示または承認したとの話が広まり、彼は「チェゼーナの大虐殺者」の汚名を着せられる事になった。この虐殺事件はまた、教皇が帰還して間もないローマにおいても、教皇に対する市民らの激しい抗議が殺到し、再度アヴィニョンへ戻ることも検討されるほどの事態を招くに至った。
1378年3月27日、フランス出身の教皇グレゴリウス11世が死去し、ローマで教皇選挙（コンクラーヴェ）が行われた。イタリア出身の新教皇を要求するローマ市民に取り囲まれた状態で、4月8日に枢機卿団は圧力に屈してナポリ出身のウルバヌス6世を選出した。枢機卿の中で最初にウルバヌス6世支持を表明したロベールであったが、教皇即位後の粗暴な振る舞いに失望した彼は、他のフランス人枢機卿らと共に対立を深める。8月9日にロベールを含むフランス人枢機卿はアナーニにおいてウルバヌス6世選出の無効を宣言、9月20日にフォンディに集まり教皇選挙をやり直し、その結果ロベールは教皇として選出された。

### 対立教皇時代
教皇となったロベールは「クレメンス7世」と名乗った。フランス王シャルル5世とナポリ女王ジョヴァンナ1世は彼を積極的に支援し、それ以外ではサヴォイア、シチリア、スコットランド、ハプスブルク家などの世俗君主と教会が彼の権威を承認した。これに対し、ルクセンブルク家の神聖ローマ皇帝カール4世（死後は息子ヴェンツェル）、イングランド、イタリア中部および北部、ドイツの大部分などがウルバヌス6世の側についた。当初中立だったイベリア半島諸国（カスティーリャ、アラゴン、ナバラ、ポルトガル）は後にクレメンス7世支持に回った。
クレメンス7世は1379年4月にローマ攻略に失敗し、フランス人枢機卿らの意見に従い、やむを得ずアヴィニョンに本拠を置いた。しかし、重要な財源基盤である教皇領からの税収が期待できず、直ちに財政難に陥った。この為クレメンス7世は、それまで非課税であった修道院に対する課税を強行、他にも増税を強行して不評を買った。またナポリの王位は、ウルバヌス6世が公認するカルロ3世（ジョヴァンナ1世を暗殺して王位についた）の系統と、クレメンス7世が公認するルイージ1世（ルイ1世・ダンジュー）の系統とが並立する事態を招き、カルロ3世の息子ラディズラーオはローマを、ルイ1世の息子ルイ2世・ダンジューはアヴィニョンを支持、それぞれの教皇の権威を後ろ盾にして激しく争われた。
1389年にウルバヌス6世が死去すると、クレメンス7世は教皇座を一本化する為に、ローマの枢機卿団が自分を改めてコンクラーヴェで選出する事を期待した。しかし、結局はボニファティウス9世が選出された。ボニファティウス9世は即位後直ちにクレメンス7世に退位を迫り、これを拒否したクレメンス7世に破門を宣告した。これに対しクレメンス7世も、ボニファティウス9世の破門を宣告する事で応えた。両者は全く歩み寄る事なく、1394年9月16日、クレメンス7世は正統性の曖昧な「教皇」として脳卒中で死去した。アヴィニョン枢機卿は次の教皇ベネディクトゥス13世を選出し、教会大分裂は続いた。その後教会大分裂が終わった時、クレメンス7世は公式に「対立教皇」として歴史に記録される事が決まった。